# Борковская дача
Борковская дача (тат. Борок урман дачасы) — ландшафтный памятник природы регионального значения, расположенный в Нижнекамском районе Республики Татарстан в 4 км к юго-западу от села Борок вблизи озера Прось. Представляет собой часть поймы реки Кама с озёрами и заболоченными низинами, пологий уступ и поверхность 2-й надпойменной террасы с невысокими дюнными грядами.

## История
Постановлением Совета Министров Татарской АССР от 1 апреля 1976 г. N 222 находящийся в Нижнекамском районе лесной массив «Борковская дача» общей  площадью  1026  гектаров, являющийся уникальным своеобразным природным объектом с преобладанием естественных сосновых насаждений, был включён в перечень памятников  природы,  подлежащих  государственной охране.

## Описание

### Флора
В зависимости от рельефа и других физико-географических условий на территории памятника природы наблюдается смена природно-территориальных комплексов и типов леса:
- плоская пониженная пойма с заболоченным лугом;
- притеррасная выпуклая гряда с широколиственным лесом и разнотравно-злаковым лугом;
- кустарниково-осоковые болотца.

Почвы преимущественно дерновые, средне- и слабоподзолистые, супесчаные и суглинистые.
По мере поднятия по пологому склону липово-дубовый лес с лесным широкотравьем сменяется сосняками-черничниками с широкотравьем, кустарниковыми сосняками и сныте-волосисто-осоковыми липо-сосняками. На поверхности высокой террасы с дюнным рельефом преобладают остепнённые сосняки с костянично-бруснично-мшистым и костянично-злаковым покровом. По западному краю лесного массива распространены дубравы и липняки с клёном и ильмом.
Всего на территории Борковской дачи отмечено 300 видов сосудистых растений, из которых 27 видов занесены в Красную книгу Республики Татарстан (белокрыльник болотный, линнея северная, гвоздика луговая, астрагал бороздчатый, касатик сибирский, живучка ползучая, лилия кудреватая, алтей лекарственный, вахта трехлистная, зимолюбка зонтичная, грушанка круглолистная, авран лекарственный, волчеягодник обыкновенный, плаун булавовидный и прочие), и 54 вида в условиях сильной рекреационной нагрузки нуждаются в местных мерах охраны: вишня степная, качим метельчатый, лилия опушённая, валериана лекарственная, прострел поникающий, крупноцветковые виды колокольчиков, воронец колосистый, сусак зонтичный, жостер слабительный, вороний глаз и другие.

### Фауна
Фауна охраняемой территории изучена слабо. Из видов, занесённых в Красную книгу РТ, можно отметить медянку, обыкновенную гадюку, веретеницу ломкую, обыкновенного козодоя, уральскую неясыть.